# Гјаје (Бергамо)
Гјаје је насеље у Италији у округу Бергамо, региону Ломбардија.
Према процени из 2011. у насељу је живело 1705 становника. Насеље се налази на надморској висини од 204 м.